# كوهي شيمازاكي
كوهي شيمازاكي (باليابانية: 島崎 恭平) (4 سبتمبر 1991 في تاما في اليابان – )؛ هو لاعب كرة قدم ياباني سابق كان يلعب كحارس مرمى.

## وصلات خارجية
- كوهي شيمازاكي على موقع رابطة كرة القدم اليابانية للمحترفين (اليابانية)
- كوهي شيمازاكي على موقع قاعدة بيانات كرة القدم.إي يو (الإنجليزية)
- كوهي شيمازاكي على موقع Soccerway.com (الإنجليزية)